# Abu Kamil Shuja ibn Aslam
Abū Kāmil Shujāʿ ibn Aslam (in arabo ابو كامل ﺷﺠﺎﻉ ﺑﻦ ﺍﺳﻠﻢ ‎?, Abū Kāmil Shujāʿ b. Aslam; 850 circa – 930 circa) è stato un matematico egiziano durante l'epoca d'oro della cultura islamica.
Viene anche chiamato al-Ḥasīb al-Miṣrī — letteralmente "il matematico egiziano".
Il suo campo di applicazione fu l'algebra. Egli è considerato il primo matematico che utilizzò sistematicamente i numeri irrazionali come soluzioni e i coefficienti delle equazioni. Le sue tecniche matematiche furono poi adottate da Leonardo Fibonacci, la figura di Abu Kamil fu essenziale per l'introduzione dell'algebra in Europa.

## Opere
Il suo Libro delle cose rare nell'arte del calcolo trattava sistemi di equazione basate sui numeri interi, frazioni e anche di matematica combinatoria. Quest'opera portò più tardi a ricerche sui numeri reali e a soluzioni polinomiche spianando la strada a scienziati dell'età successiva, come Abu Bakr ibn Muhammad ibn al-Husayn al-Kharaji e Ibn Yaḥyā al-Maghribī al-Samawʾal. La sua opera Il libro delle cose preziose nell'arte del computo contiene metodi generali per risolvere le equazioni lineari.
Fu anche il primo ad affrontare i numeri irrazionali come oggetti algebrici. Fu il primo ad accettare numeri irrazionali (spesso in forma di radici quadrate, radici cubiche o radici alla ennesima potenza come soluzioni per le equazioni di secondo grado o come coefficienti in un'equazione. Fu anche il primo a risolvere tre sistemi di equazioni non-lineari a tre variabili sconosciute.